# Вулиця Романа Купчинського (Тернопіль)
Вулиця Романа Купчинського — одна з вулиць в місті Тернопіль. Сполучає вулиці 15 квітня та Степана Бандери, утворюючи перехрестя з вулицею Академіка Корольова.
Прилучається вулиця Академіка Сахарова.

## історія та забудова
Вулиця названа на честь українського поета, прозаїка, журналіста, композитора, критика та громадського діяча Романа Купчинського.
На вулиці Романа Купчинського розташовані:
- № 1 — медичний центр «Неомед»;
- № 8 — Тернопільський обласний клінічний онкологічний диспансер;
- № 10 — Тернопільська комунальна міська лікарня № 2;
- № 14 — Лікувально-діагностичний центр «Румед-Т», перинатальний центр Тернопільської міської лікарні № 2.

## Транспорт
По вулиці Романа Купчинського курсують автобусні маршрути № 12, 21, 30, 35, 36 та тролейбусний маршрут № 9.